# Paul Revere & the Raiders

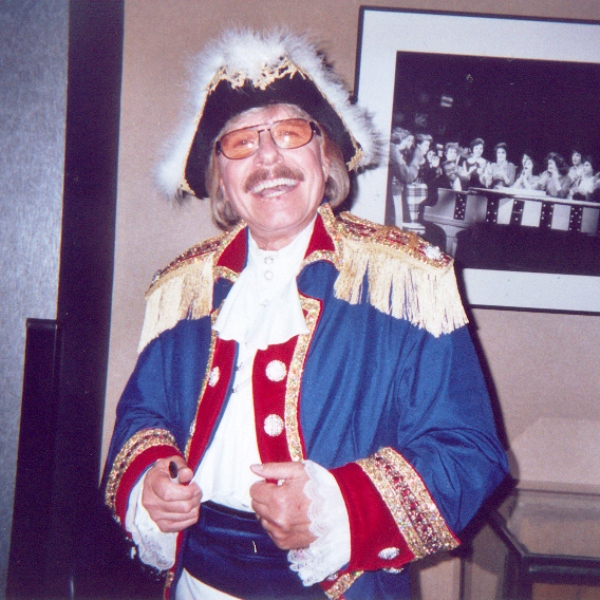
Пол Ревир в 2007 году

Paul Revere & the Raiders — американская рок-группа, образованная певцом и автором песен Полом Ревиром в Айдахо в 1958 году (согласно другим источникам — в Портленде, Орегон, в 1960 году) и в период с 1966 по 1969 годы по общему числу проданных пластинок уступавшая лишь The Beatles и Rolling Stones. Такие хиты Paul Revere & the Raiders, как «Steppin' Out», «Just Like Me», «Hungry», «Him or Me-What’s It Gonna Be», «Kicks» впоследствии высоко оценивались историками современной музыки как образцы, чистого, непретенциозного рок-н-ролла, заостренностью звучания и общим настроем во многом предвосхитившие первые образцы прото-панк-рока.
Пятнадцать альбомов группы входили в Billboard 200, 24 сингла — в Billboard Hot 100; наибольший успех имел здесь «Indian Reservation», в 1971 году возглавивший списки.

## История группы
Первая группа Пола Ревира, The Downbeats, куда входил также саксофонист и певец Марк Линдсей, получила первую известность в местных танцевальных залах. Владелец компании Gardena Records согласился выпустить их запись лишь при условии что группа сменит название — так появились Paul Revere & the Raiders. К середине 1963 года они уже были самым популярным коллективом северо-западной части тихоокеанского побережья США.
Первый общенациональный успех принесла группе песня «Louie, Louie» (из репертуара конкурентов Kingsmen): именно она обеспечила ансамблю контракт с Columbia Records. В 1965 году по предложению продюсера Терри Мелчера Paul Revere & the Raiders изменили звучание, перейдя к темповому рок-н-роллу, в котором соединились мелодичность Beach Boys и элементы жесткого ритм-энд-блюза, характерные для ранних Rolling Stones.
Это новое звучание впервые проявилось в «Steppin' Out», композиции Ревира и Линдсея, выпущенной синглом летом 1965 года: здесь (согласно Allmusic) «они зазвучали по-панковски, как стильные, но раздраженные белые подростки из пригородов». 27 июня 1965 года группа дебютировала на американском телевидении, выступив в новой программе Дика Кларка Where the Action Is. Группа предстала перед зрителями в новом имидже, главным атрибутом которого стали костюмы времён Войны за незави́симость США.
Критика впоследствии очень высоко оценила второй альбом группы Just Like Us!: он вышел в начале 1966 года, был отмечен высоким качеством материала и исполнительским мастерством, приобрёл золотой статус. Музыканты быстро совершенствовались и к моменту выхода Midnight Ride были уже мультиинструменталистами. Этот альбом, как и следующий, Spirit of '67, выпущенный в ноябре 1966 года, стал золотым. В чарты один за другим вошли синглы «Kicks» (#4, (антинаркотическая песня), «Hungry» (#5), «Good Thing» (#4) и «Him or Me-What’s It Gonna Be» (#5).
Кризис наступил в 1968 году, когда группе пришлось вновь искать новое звучание, а Линдсей вдруг заинтересовался возможностями сольной карьеры (позже он выпустил хит «Arizona»). В 1969 году Paul Revere & the Raiders, со своими помпезными костюмами выглядели уже старомодными. В попытке освободиться от старого имиджа, группа переименовалась в Raiders и заиграла серьёзный, утяжеленный рок. Результатом явился альбом Collage, материал для которого подготовили, в основном, Линдсей и новый участник Кейт Аллисон. Новой аудитории группа не приобрела, а старую лишь ввергла в недоумение. Затем, однако, был сделан удачный ход: группа исполнила песню Джона Д. Лаудермилка «Indian Reservation (The Lament of the Cherokee Reservation Indian)»: сингл поднялся на вершину Billboard Hot 100. Но группа не сумела закрепить этот успех, а к 1975 году потеряла контракт с Columbia Records. Линдсей прекратил сотрудничество с Ревиром; последний не приостановил концертной деятельности, но последняя имела теперь откровенно пародийный характер. Впоследствии все старые записи ансамбля выдержали многочисленные переиздания (Sundazed Records, Magic Records, Raven Records).
4 октября 2014 года официальный сайт группы сообщил о смерти Пола Ревира. Ему было 76 лет.
Карл Дриггс умер в 2017 году.
Кит Эллисон умер в 2019 году.
Группа продолжала выступать в 2022 году.

## Дискография

### Альбомы
- 1961: Like, Long Hair
- 1963: Paul Revere & the Raiders
- 1965: Here They Come!
- 1966: Just Like Us!
- 1966: Midnight Ride
- 1966: The Spirit of '67
- 1967: Revolution!
- 1968: Goin’ to Memphis
- 1968: Something Happening
- 1969: Hard 'N' Heavy
- 1969: Alias Pink Puzz
- 1970: Collage
- 1971: Indian Reservation
- 1972: Country Wine
- 1982: Special Edition
- 1983: The Great Raider Reunion
- 1983: Paul Revere Rides Again
- 1985: Generic Rock & Roll
- 1992: Generic Rock & Roll (aka Live NOT)
- 1996: Generic Rock 2 (aka Live NOT)
- 2000: Time Flies When You’re Having Fun
- 2001: Ride to the Wall
- 2005: Ride to the Wall 2
- 2010: The Complete Columbia Singles